# 영화진흥위원회
영화진흥위원회(映畵振興委員會, Korean Film Council) 줄여서 KOFIC 또는 영진위라고도 부르며 영화의 질적 향상을 도모하고 한국영화 및 영화산업의 진흥을 목적으로 1973년에 설립된 문화체육관광부 산하 특수법인이며, 기금관리형 준정부기관으로 지정되었다. 2009년 공공기관의 혁신도시 이전계획으로 2013년 10월 25일 이전을 시작하여, 28일 부산광역시 해운대구 센텀중앙로 55로 이전을 완료하였다.

## 개요
- 설립일: 1973년 4월 3일 (영화진흥공사)
- 소재지: 부산광역시 해운대구 센텀중앙로 55 (우동) 경남정보대 센텀산학캠퍼스 13,14층 (새 청사가 마련되기 전까지 임시)
- 현 주소지: 부산광역시 해운대구 수영강변대로 130

## 설립 근거
- 영화 및 비디오물의 진흥에 관한 법률[1]

## 주요 업무
- 영화진흥기본계획 등의 수립ㆍ변경에 관한 의견제시
- 영화진흥위원회 운영계획의 수립ㆍ시행
- 영상제작 관련시설의 관리ㆍ운영
- 영화발전기금의 관리ㆍ운영
- 한국영화진흥 및 영화산업 육성을 위한 조사ㆍ연구ㆍ교육ㆍ연수
- 영화의 유통배급 지원
- 디지털시네마와 관련된 영상기술의 개발과 표준 제정ㆍ보급, 품질인증 및 영화상영관 등의 시설기준 등에 관한 사항
- 한국영화의 해외진출 및 국제교류
- 예술영화, 애니메이션영화, 소형영화 및 단편영화의 진흥
- 영화관객의 불만 및 청원 처리
- 영화업자의 신고 수리 및 신고증 교부
- 공동제작영화의 한국영화 인정
- 영화상영관입장권통합전산망의 운영
- 한국영화의무상영제도의 운영 및 개선
- 비디오산업 진흥시책의 추진
- 영사기사국가기술자격검정의 시행

## 연혁
- 1973년 4월 3일: 영화진흥공사 창립
- 1984년 3월 12일: 한국영화아카데미 설립
- 1997년 11월 5일: 남양주종합촬영소 준공
- 1999년 5월 28일: 영화진흥위원회 명칭변경
- 2000년 1월: 영상전문투자조합 출자 개시
- 2000년 5월 28일: 제2기 영화진흥위원회 출범
- 2005년 5월 28일: 제3기 영화진흥위원회 출범
- 2006년 12월 22일: 《영화 및 비디오물의 진흥에 관한 법률》개정을 통한 영화발전기금 운용역할 부여
- 2008년 5월 28일: 제4기 영화진흥위원회 출범
- 2011년 3월 30일: 제5기 영화진흥위원회 출범
- 2013년 10월 25일: 부산 센텀시티로 이전.

## 구성
문화체육관광부 장관이 위촉한 상임 위원장 1인, 비상임 위원 8인, 총 9인의 위원으로 구성된다.

### 위원장
| 구분      | 위원장 | 임기(시작)       | 임기(종료)       |
| --------- | ------ | ---------------- | ---------------- |
| 제1기 1차 | 신세길 | 1999년 5월 28일  | 1999년 9월 5일   |
| 제1기 2차 | 박종국 | 1999년 9월 6일   | 2000년 1월 20일  |
| 제1기 3차 | 유길촌 | 2000년 1월 21일  | 2002년 5월 27일  |
| 제2기     | 이충직 | 2002년 5월 28일  | 2005년 5월 27일  |
| 제3기     | 안정숙 | 2005년 5월 8일   | 2008년 3월 7일   |
| 제4기 1차 | 강한섭 | 2008년 5월 28일  | 2009년 7월 2일   |
| 제4기 2차 | 조희문 | 2009년 9월 7일   | 2010년 11월 8일  |
| 제5기     | 김의석 | 2011년 3월 30일  | 2014년 12월 30일 |
| 제6기     | 김세훈 | 2014년 12월 31일 | 2017년 6월 19일  |
| 제7기     | 오석근 | 2018년 1월 8일   | 2021년 1월 7일   |
| 제8기     | 김영진 | 2021년 1월 8일   | 2022년 1월 3일   |
| 제9기     | 박기용 | 2022년 1월 7일   | 2024년 1월 8일   |
| 제10기    | 한상준 | 2024년 6월 4일   | 2027년 5월 23일  |

## 조직
- 감사 (비상임)
  - 감사팀

### 영화진흥위원회

#### 위원장

##### 사무국장
- 한국영화아카데미
- 미래전략본부
  - 신사업개발팀
  - 산업정책연구팀
  - 기술융합연구팀
  - 홍보협력팀
  - 정보화사업팀
- 경영지원본부
  - 경영지원팀
  - 인사팀
  - 재무팀
  - 지방이전총괄TF팀
- 산업진흥본부
  - 창작지원팀
  - 유통지원팀
  - 국제사업팀
- 기술지원본부
  - 기술지원팀
  - 표준개발팀
  - 종합촬영소
    - 미국사무소
    - 중국사무소
- 기반조성본부
  - 공정환경조성센터
  - 다양성진흥팀
  - 영상미디어센터

그외 《소위원회》, 《비상임감사》가 있으며, 《소위원회》에는 《예술영화인정 소위원회》, 《비디오산업진흥 소위원회》,《공정경쟁환경조성특별 위원회》,《영화문화다양성 소위원회》,《한국영화해외진출 소위원회》로 구성되어 있다.

## 논란
2015년 1월 독립영화 지원사업 통폐합하면서 ‘정부 비판’ 영화 지원을 줄이려는 의혹을 받고있다. 2015년 1월 국가미래연구원 연구위원 출신 김세훈 위원장은 영진위 외부 전문가로 구성된 9인위원회의 심의를 통과해야 상영이 가능하도록 규정을 바꿀예정이다.

## 같이 보기
- 영화진흥위원회 영화관입장권 통합전산망
- 한국영화아카데미
- 남양주 종합촬영소